# مايك أونيل
مايك أونيل (1927 - ) (بالإنجليزية: Mike O'Neill)‏ هو لاعب كرة سلة أمريكي في مركز هجوم صغير الجسم. لعب مع أتلانتا هوكس.

## وصلات خارجية
- مايك أونيل على موقع إن بي أي (الإنجليزية)
- مايك أونيل على موقع سبورتس رفرنس (الإنجليزية)
- مايك أونيل على موقع كلية كرة السلة في سبورتس رفرنس.كوم (الإنجليزية)
- مايك أونيل على موقع ريلجم (الإنجليزية)
- مايك أونيل على موقع بروبوليرز (الإنجليزية)